# Lozovo-Hrușeve, Lebedîn
Lozovo-Hrușeve (în ucraineană Лозово-Грушеве) este un sat în comuna Kurhan din raionul Lebedîn, regiunea Sumî, Ucraina.

## Demografie
Componența lingvistică a localității Lozovo-Hrușeve
     Ucraineană (100%)
Conform recensământului din 2001, toată populația localității Lozovo-Hrușeve era vorbitoare de ucraineană (100%).